# Сонянець лежачий
Сонянець лежачий, фумана лежача (Fumana procumbens) — вид рослин з родини чистових (Cistaceae); зростає у Марокко, Європі, Західній Азії.

## Опис
Багаторічна рослина, майже гола, волоски на молодих стеблах і листках дрібні й притиснуті. Листки без прилистками, вузько-лінійні. Квітконіжки не довше листків. Лежачий карликовий чагарник, з розкинутими гілками завдовжки 10–30 см. Листки чергові. Квітки 1–4, поодинокі в пазухах листків; двоє зовнішнії чашолистків невеликі, троє внутрішніх великі, пелюсток 5, зворотнояйцеподібні, жовті. Плід — коробочка.

## Поширення
Поширений у Марокко, Європі (крім сходу й півночі), Азії від Туреччини до Туркменістану.
В Україні вид зростає на сухих відкритих місцях, по кам'янистих і вапнякових схилах, на пісках, в степах, чагарниках — зрідка в степу (Одеська обл., ок. м. Вилкове; Крим, м. Саки), в передгір'ях Криму, на ПБК від м. Севастополь до м. Феодосія, зазвичай.

## Використання
Рідко використовується як декоративна рослина для альпінаріїв.